# Nyctitheriidae
Los nictitéridos (Nyctitheriidae) son una familia extinta de mamíferos placentarios del orden Eulipotyphla que vivió en lo que ahora son Eurasia y Norteamérica.

## Clasificación
- Amphidozotherium Filhol, 1877
- Asionyctia[1] Missiaen & Smith, 2005
- Bayanulanius Meng et al., 1998
- Bumbanius Russell & Dashzeveg, 1986
- Ceutholestes Rose & Gingerich, 1987
- Cryptotopos Crochet, 1974
- Darbonetus Crochet, 1974
- Euronyctia[2] Sigé, 1997
- Leptacodon[3] Matthew & Granger, 1921
- Limaconyssus Gingerich, 1987
- Nyctitherium Marsh, 1872
- Oedolius Russell & Dashzeveg, 1986
- Placentidens Russell et al., 1973
- Plagioctenodon Bown, 1979
- Plagioctenoides[3] Bown, 1979
- Pontifactor West, 1974
- Saturninia Stehlin, 1940
- Scraeva Cray, 1973
- Voltaia Nessov, 1987
- Wyonycteris[4] Gingerich, 1987